# Sasovac
Sasovac falu Horvátországban Belovár-Bilogora megyében. Közigazgatásilag Nova Račához tartozik.

## Fekvése, éghajlata
Belovár központjától légvonalban 16, közúton 21 km-re délkeletre, községközpontjától 4 km-re délnyugatra, a Račačka-folyó mentén, a folyó csázmai torkolatának közelében fekszik.

## Története
A falu területe a 17. századtól népesült be, amikor a török által elpusztított, kihalt területre folyamatosan telepítették be a keresztény lakosságot. 1774-ben az első katonai felmérés térképén „Dorf Szaszovecz” néven találjuk. A település katonai közigazgatás idején a szentgyörgyvári ezredhez tartozott.
Lipszky János 1808-ban Budán kiadott repertóriumában „Szaszovecz” néven szerepel. Nagy Lajos 1829-ben kiadott művében „Szaszovecz” néven 59 házzal, 344 katolikus vallású lakossal találjuk.
A katonai közigazgatás megszüntetése után Magyar Királyságon belül Horvát–Szlavónország részeként, Belovár-Kőrös vármegye Belovári járásának része volt. 1857-ben 301, 1910-ben 412 lakosa volt. Az 1910-es népszámlálás szerint a falu teljes lakossága horvát anyanyelvű volt. 1918-ban az új szerb-horvát-szlovén állam, majd később Jugoszlávia része lett. 1941 és 1945 között a németbarát Független Horvát Államhoz, majd a háború után a szocialista Jugoszláviához tartozott. 1991-től a független Horvátország része. 1991-ben lakosságának 88%-a horvát nemzetiségű volt. 2011-ben a településnek 228 lakosa volt.

## Lakossága
| Lakosság változása | Lakosság változása | Lakosság változása | Lakosság változása | Lakosság változása | Lakosság változása | Lakosság változása | Lakosság változása | Lakosság változása | Lakosság változása | Lakosság változása | Lakosság változása | Lakosság változása | Lakosság változása | Lakosság változása | Lakosság változása |
| ------------------ | ------------------ | ------------------ | ------------------ | ------------------ | ------------------ | ------------------ | ------------------ | ------------------ | ------------------ | ------------------ | ------------------ | ------------------ | ------------------ | ------------------ | ------------------ |
| 1857               | 1869               | 1880               | 1890               | 1900               | 1910               | 1921               | 1931               | 1948               | 1953               | 1961               | 1971               | 1981               | 1991               | 2001               | 2011               |
| 301                | 332                | 346                | 364                | 380                | 412                | 420                | 433                | 456                | 445                | 442                | 373                | 325                | 284                | 244                | 228                |

## Nevezetességei
A falu közepén áll a Szentháromság tiszteletére szentelt kápolnája, a nova račai plébánia filiája. Egyhajós épület a nyugati homlokzat előtt álló harangtoronnyal, piramis alakú toronysisakkal, félköríves, keletelt szentéllyel.